# Hezental
Das Hezental liegt in den Gutensteiner Alpen in der niederösterreichischen Gemeinde Waldegg in Österreich.

## Lage
Das Tal ist ein linkes Nebental des Piestingtals zwischen den Orten Wopfing und Markt Piesting. Es ist ein gewässerloses, bewaldetes Tal von etwa 1,5 Kilometer Länge, das bei der Siedlung Hezental nach Norden abzweigt und zwischen den Erhebungen Hofmühlleiten (524 m) und Hoher Satz (527 m) endet.

## Waldbrand
Am 1. Jänner 1984 brach im Föhrenwald ein Feuer aus, vermutlich verursacht durch eine Silvesterrakete. Der Brand breitete sich rasch aus, 90 Feuerwehren mit 1080 Helfern, Löschhubschraubern und Löschflugzeugen waren im Einsatz. Die Flammen vernichteten rund 40 Hektar Wald in drei Gemeinden, bevor nach 6 Tagen „Brand aus“ gegeben werden konnte. An diesen größten Waldbrand im Piestingtal erinnert ein 2004 auf der Höhe Hart errichtetes Florianikreuz.